# Барщево (гміна Хорощ)
Барщево (пол. Barszczewo) — село в Польщі, у гміні Хорощ Білостоцького повіту Підляського воєводства.
Населення — 448 осіб (2011).
У 1975-1998 роках село належало до Білостоцького воєводства.

## Демографія
Демографічна структура станом на 31 березня 2011 року:
|          | Загалом | Допрацездатний вік | Працездатний вік | Постпрацездатний вік |
| -------- | ------- | ------------------ | ---------------- | -------------------- |
| Чоловіки | 212     | 46                 | 150              | 16                   |
| Жінки    | 236     | 54                 | 138              | 44                   |
| Разом    | 448     | 100                | 288              | 60                   |